# ZSKA-Eissportpalast
Der ZSKA-Eissportpalast (russisch Ледовый Дворец Спорта ЦСКА; Ledowy dworez sporta ZSKA) ist eine Eissporthalle in der russischen Hauptstadt Moskau. Sie war bis 2018 die Heimstätte der Eishockeyabteilung von ZSKA Moskau, dem HK ZSKA Moskau.
Die Halle bietet 5.600 Zuschauern Platz und wurde im Jahre 1991 eröffnet. 2006 wurde der Gebäudekomplex um eine weitere Eisfläche erweitert, die als Trainingshalle genutzt wird. Zudem stehen den Nutzern zwei Turnhallen zur Verfügung. Vor der Saison 2007/08 erhielt die Halle eine neue Beschallungsanlage. 
Mit der Metro ist das Eisstadion über die Haltestelle Aeroport (russisch Аеропорт) der Samoskworezkaja-Linie (russisch Замоскворецкая) zu erreichen.